# Lee Gibson
Lee Helen Gibson, nata Alexander (23 settembre 1991), è una calciatrice scozzese, portiere del Glasgow City e della nazionale scozzese.

## Carriera

### Nazionale
Alexander inizia ad essere convocata dalla federazione calcistica della Scozia (Scottish Football Association - SFA) per vestire la maglia della formazione Under-17 dal 2007, debuttando il 20 maggio di quell'anno nell'amichevole vinta 5-0 sulle pari età dell'Irlanda del Nord, giocando in altre due occasioni, sempre in amichevoli, fino al marzo 2008 rimanendo imbattuta.
Sempre nel 2008 passa all'Under-19, inserita in rosa con la squadra impegnata nelle qualificazioni all'Europeo di Bielorussia 2009, facendo il suo debutto il 25 settembre, nel primo incontro della prima fase eliminatoria, nel gruppo 5, dove la Scozia perde per 1-0 con le avversarie della Slovenia. In quell'occasione la sua nazionale colleziona due sconfitte e un pareggio, classificandosi all'ultimo posto e fallendo così il passaggio del turno. In seguito Alexander è chiamata in occasione dell'edizione 2009 del Torneo di la Manga, scendendo in campo in tre incontri, e oltre ad alcune amichevoli, scende in campo nell'ultimo incontro del secondo turno di qualificazione all'Europeo di Macedonia 2010 ottenendo questa volta la terza qualificazione alla fase finale del torneo nella storia della U-19 scozzese. Partita come vice di Gemma Clark l'avventura di Alexander all'Europeo non va comunque oltre alla fase a gironi, perdendo i primi due incontri e riuscendo a pareggiare solo con l'Italia, anch'essa eliminata dal torneo, giocando da titolare in quest'ultima. Questa è anche la sua ultima partita in U-19, collezionando complessivamente 8 presenze.
Pur essendo stata inserita nella rosa definitiva della squadra che partecipa alla fase finale dell'Europeo dei Paesi Bassi dall'allora Commissario tecnico Anna Signeul annunciata il 27 giugno 2017, primo prestigioso risultato ottenuto dalla Scozia in ambito internazionale, per il debutto con la maglia della nazionale maggiore deve attendere il 14 settembre 2017, convocata dalla subentrata CT Shelley Kerr che la inserisce in rosa come titolare con la squadra impegnata nelle qualificazioni al Mondiale di Francia 2019, dove scende in campo in tutti gli otto incontri giocati dalla sua nazionale e dove ottiene la storica qualificazione al suo primo Mondiale femminile. Kerr le rinnova la fiducia inserendola poi nella lista delle 23 calciatrici convocate redatta il 15 maggio 2019. Durante il suo primo Mondiale Alexander viene impiegata in tutti i tre incontri disputati dalla sua nazionale nel gruppo D, incassando complessivamente 5 reti, tre delle quali nell'ultima partita con l'Argentina dove favorisce il ritorno delle sudamericane con l'autogol al 79' facendosi battere su calcio di rigore al 90+4' da Florencia Bonsegundo, negando alla Scozia l'unica probabile vittoria che, fosse rimasta sul 3-0, avrebbe dato alle britanniche qualche chance nel passaggio agli ottavi di finale, ma venendo per questo eliminata dal torneo.

## Palmarès

### Club
- Campionato scozzese: 7

Glasgow City: 2011, 2012, 2013, 2014, 2015, 2017, 2018
- Scottish Women's Cup: 5

Glasgow City: 2011, 2012, 2013, 2014, 2015
- Scottish Women's Premier League Cup: 4

Glasgow City: 2012, 2013, 2014, 2015

### Nazionale
- Pinatar Cup: 1

2020